# Take-the-best-Heuristik
Die Take-the-best-Heuristik ist eine mentale Strategie (Heuristik) zur Entscheidungsfindung zwischen bekannten Alternativen. Der Begriff wurde durch Gerd Gigerenzer in den 1990er Jahren geprägt.
Nach der Take-the-best-Heuristik wird während eines Prozesses zur Entscheidung eine Rangfolge der relevanten Eigenschaften angelegt. Dann werden die Alternativen sequentiell absteigend – in einem „einfachen Entscheidungsbaum“, beginnend beim wichtigsten Merkmal – verglichen, bis ein Merkmal einen relevanten Unterschied aufweist. Sobald dieser relevante Unterschied festgestellt wurde, wird eine entsprechende Entscheidung getroffen, alle weiteren Merkmale werden vernachlässigt. Dabei ist die erste Eigenschaft, die einen Unterschied aufweist, aufgrund der zuvor erstellten Rangordnung zugleich die beste Eigenschaft für eine Entscheidung.

## Beispiel
Gigerenzer verwendet zur Erläuterung dieser Heuristik das Beispiel der Suche der besten Schule für einen Sohn, zwei konkrete Bildungseinrichtungen stehen zur Auswahl. Dabei soll die „bestmögliche Förderung [des Kindes] durch die Lehrer“ erreicht werden. Für dieses Kriterium gibt es Prädiktoren, etwa der Notendurchschnitt der Absolventen, die Anzahl der Arbeitsgemeinschaften, die Zahl der ausgefallenen Unterrichtsstunden oder die Klassengröße. Die Prädiktoren werden in eine Rangfolge gebracht, beispielsweise ist der Notendurchschnitt der gewichtigste Prädiktor, es folgen die Arbeitsgemeinschaften, die Fehlstunden und die Klassengröße. Wenn die erreichten Noten keinen signifikanten Unterschied aufweisen, wird die zweite Information betrachtet, die Zahl der Arbeitsgemeinschaften. Liegt hier ein Unterschied vor, ist dieser Prädiktor diskriminierend für die Alternativen. Die Entscheidungsfindung wird nach der Betrachtung dieses Prädiktors beendet.